# ميخائيل شومان
ميخائيل شومان (بالألمانية: Michael Schumann)‏ هو سياسي ألماني، ولد في 24 ديسمبر 1946 في تسيلا-ميليس في ألمانيا، وتوفي في 2 ديسمبر 2000 في غرانزيه في ألمانيا. حزبياً، نشط في حزب الوحدة الاشتراكية الألماني وحزب الاشتراكية الديموقراطية (ألمانيا). وقد انتخب عضو في مجلس الشعب ‏ وانتخب عضو مجلس الشورى الموحد براندنبورغ وانتخب عضو في البوندستاغ الألماني خلال فترته النيابية ‏ (3 أكتوبر 1990 – 20 ديسمبر 1990).